# ويلهلم لودفيغ
ويلهلم لودفيغ (بالألمانية: Wilhelm Ludwig)‏ هو عالم وراثة وأحيائي ألماني، ولد في 20 أكتوبر 1901 في آش ‏ في التشيك، وتوفي في 23 يناير 1959 في لايبزيغ في ألمانيا.